# 全米鉄道模型協会
全米鉄道模型協会（ぜんべいてつどうもけいきょうかい）とはアメリカ合衆国の非営利団体である。英語ではNational Model Railroad Association で、略称はNMRA である。

## 概要
鉄道模型愛好者らによって1935年にアメリカ合衆国で設立され、会員はアメリカのみならず、カナダ、オーストラリア、イギリス、オランダなどにまで広がる。
かつてはインディアナ州のインディアナポリスに本部が所在したが、後にテネシー州のチャタヌーガに移転した。
最も良く知られるNMRAの活動は、鉄道模型に係わる規格の制定である。多くの規格がNMRAによって制定されたことにより、異なるメーカー間の製品において互換性を確保することができるようになった。
当初は車輪や線路、連結器の規格制定から始まったが、近年ではデジタルコマンドコントロール (DCC) の規格制定など、多岐にわたる。
規格制定のみならず、愛好者の裾野を広げるための活動も積極的に行っている。毎年アメリカ合衆国内において『NMRAコンベンション』を開催している。かつてはイギリスなどアメリカ以外の国や地域でもコンベンションが開催されていた。